# Comuna Mateiivți, Colomeea
Mateiivți (în ucraineană Матеївці) este o comună în raionul Colomeea, regiunea Ivano-Frankivsk, Ucraina, formată din satele Mateiivți (reședința) și Pererîv.

## Demografie
Componența lingvistică a comunei Mateiivți
     Ucraineană (99,54%)
     Alte limbi (0,46%)
Conform recensământului din 2001, majoritatea populației comunei Mateiivți era vorbitoare de ucraineană (99,54%), existând în minoritate și vorbitori de alte limbi.